# Wolfgang Wickler

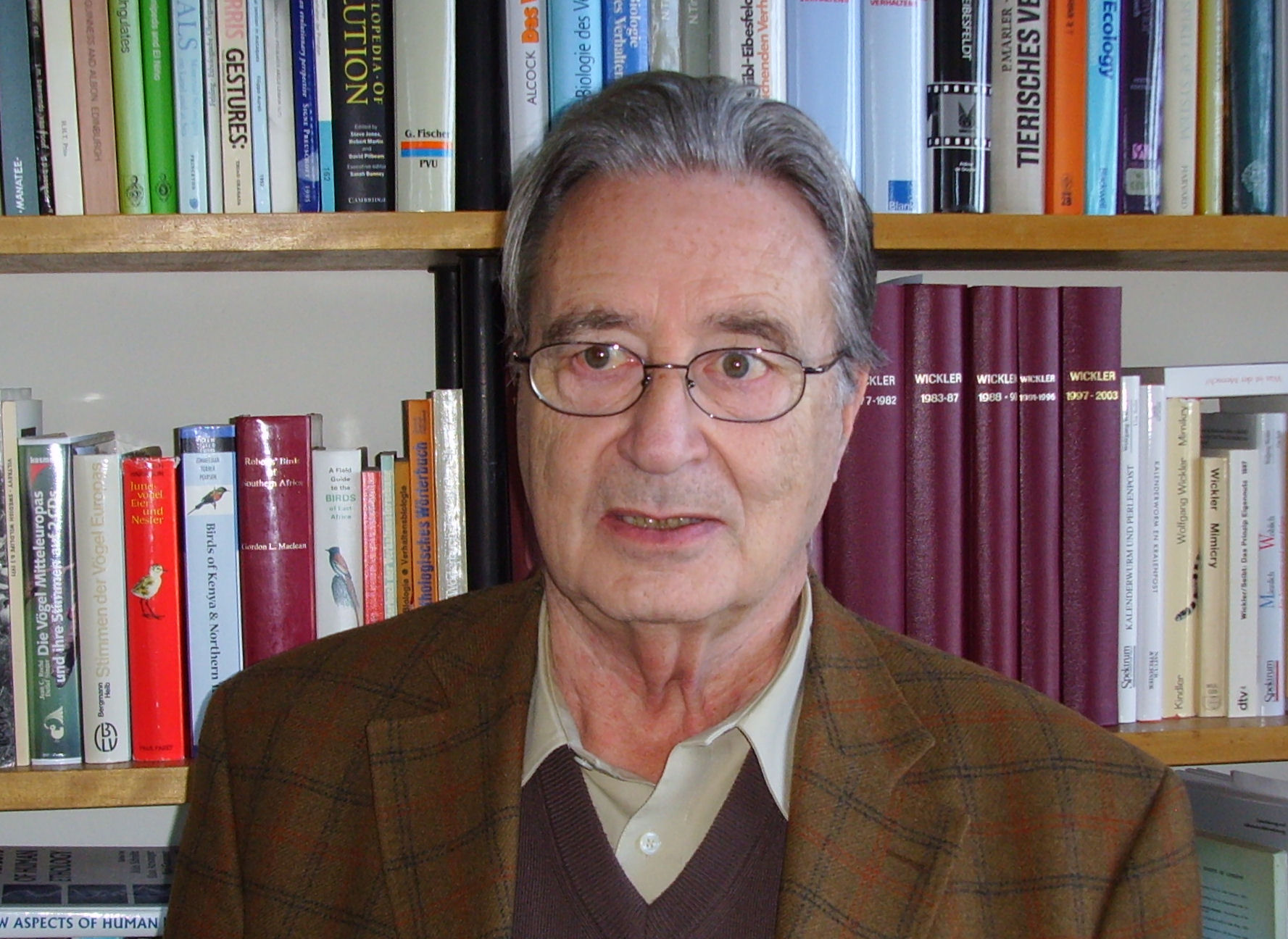
Wolfgang Wickler

Wolfgang Wickler (ur. 18 listopada 1931 w Berlinie, zm. 12 stycznia 2024) – niemiecki zoolog i etolog, uczeń i kontynuator badań Konrada Lorenza.

## Życiorys
Studiował zoologię, botanikę i muzykę kościelną w Münsterze. Doktorat uzyskał w roku 1956. Od 1974 roku był dyrektorem Instytutu Fizjologii Zachowania im. Maxa Plancka w Seewiesen (Górna Bawaria), od 1976 – profesorem zoologii na uniwersytecie w Monachium.